# Лекаровце
Лекаровце (Лекаровцы, словац. Lekárovce) — село в районе Собранце Кошицкого края Словакии. Расположен на берегах реки Уж возле границы с Украиной.
Население — 848 человек (на 31.12.2022).

## История
Село впервые упоминается в 1365 году как Lekardhaza. За несколько столетий много раз меняло название: 1404 — Lakarch, 1427 — Lakardfalva, 1437 — Lakar, 1451 — Lakard, 1469 — Lekár, 1499 — Lakard, 1504 — Lakaarth, 1599 — Lakarth. Потом установилось название Lakárd, хотя порой могла называться и иначе (в том числе Lakarty в 1808 г.).
В течение всего времени своего существования до 1920 года село было в составе Королевства Венгрия, в историческом комитате Унг. По Трианонскому договору 1920 года Лекаровце, вошедшее в состав Подкарпатской Руси, стало частью территории Чехословакии. До 1939 года носило название Лекарт, после аннексии Закарпатья Венгрией ему возвращено название Lakárd (1939—1945). С 1948 носит нынешнее название, которое происходит от словацкого слова «lekár» (врач; ср. рус. лекарь).
В ноябре 1944 года село было занято наступающими частями Красной Армии, а в 1945 году вместе с Закарпатской Русью присоединено к СССР. После петиций и протестов жителей 4 апреля 1946 года село вместе с окраинной нежилой местностью было передано Чехословакии (в качестве компенсации за город Чоп с окрестными территориями, впрочем, переданная Чехословакии территория была намного меньше, чем окрестности Чопа).

## Население
| Год:                | 1994 | 2004    | 2014    | 2024     |
| ------------------- | ---- | ------- | ------- | -------- |
| Количество человек: | 1119 | 1035    | 940     | 835      |
| Разница:            |      | −7,50 % | −9,17 % | −11,17 % |